# VXB
Berliet VXB-170 — бронированное четырёхколёсное транспортное средство, в первую очередь предназначенное для внутренней безопасности. Разработано и первоначально производилось компанией Berliet, пока Berliet не объединилась с Saviem, образуя компанию Renault Trucks (теперь Arquus), оно уступило в конкуренции за оснащение Французской армии транспортным средством Saviem VAB, несмотря на более низкую стоимость по сравнению с конкурентом. Производство было прекращено после выпуска менее 200 транспортных средств.

## История
В 1967 году BL-12 был представлен в качестве концепции для французской армии в области транспортировки.
В 1972 году он был выбран для использования французской жандармерией, однако в конкурсе на вооружение Французской армии уступил транспортному средству Saviem VAB. После объединения Berliet и Saviem под брендом Renault в 1974 году, оно перестало быть востребованным в линейке продукции бренда, поэтому производство было скоро прекращено после завершения заказа от жандармерии.
VXB-170 был известен как Véhicule blindé à roues de la Gendarmerie («Бронированное колёсное транспортное средство жандармерии») или VBRG.

## Конструкция
VXB-170 оснащен восьмицилиндровым двигателем мощностью 170 л. с. и может развивать максимальную скорость 80 км/ч. Транспортное средство способно преодолевать уклоны до 60 % и поперечные наклоны до 30 %.
На крыше установлена небольшая башня, которую можно оснастить 7,62-мм пулеметом.
Варианты VXB-170 был разработан для следующих целей:
- внутренняя безопасность (закуплено жандармерией в 4 версиях: базовое транспортное средство, командное транспортное средство, транспортное средство с отвалом и транспортное средство с лебедкой)
- разведка и патрулирование
- легкий бой.

## Операторы

### Активные операторы
- Франция — 155 единиц VXB были закуплены с 1974 года для подвижных подразделений французской жандармерии, из которых около 70 остаются в строю на континентальной Франции, Корсике и заморских территориях (на 2018 год). Известные как «VBRG» (Véhicule Blindé à Roues de la Gendarmerie, «Бронированное колесное транспортное средство жандармерии»), обычно они оснащены 7,62-мм (кал.30) пулеметом AANF1 и гранатометом ALSETEX Cougar калибра 56 мм. Некоторые автомобили имеют отвал, другие оснащены лебедкой. Они были задействованы жандармерией в Косово и Кот-д’Ивуаре. Они также использовались и на заморской, и на материковой Франции.
- Габон — 12. По состоянию на 2019 год, сообщается о наличии 15 единиц.
- Сенегал — 12

### Бывшие гражданские операторы
- Тунис — 10 (для полиции, в настоящее время выведены из эксплуатации)

### Бывшие операторы только для оценки
- Южная Африка — 1 (рассматривалось как прототип для Ratel)